# Commando Delta
Ne doit pas être confondu avec Delta Force ou Beredskapstroppen.
Les Commandos Delta étaient le bras armé de l'Organisation de l'armée secrète (OAS) à la fin de la guerre d'Algérie de 1961 à 1962.

## Historique
Les Commandos Delta sont fondés par un civil, le Dr Jean-Claude Pérez (médecin généraliste à Bab El Oued), et un militaire âgé de 35 ans, déserteur du 1er Régiment étranger de parachutistes (1er REP), le lieutenant Roger Degueldre qui les dirigea en étroite relation avec l'ancien Chef de la Sureté nationale en Algérie, le colonel Yves Godard (ex bras droit du général Jacques Massu). Sur le plan opérationnel et selon le propre organigramme de l'OAS, les Commandos Delta appartenaient à la branche dite « ORO » (Organisation Renseignements-Opérations) de l'OAS et agissaient en relation avec les deux autres branches de l'OAS, l'« APP » (l'Action Psychologique et de Propagande) et l'« OM » (l'Organisation des Masses). Dans les faits, Roger Degueldre disposait d'une certaine latitude et les initiatives étaient fréquentes. Dite « structure punitive de l'OAS » par Jean-Jacques Susini chargé des opérations d'élimination. 
«A 15 ans, G. se sauve de son collège et milite de façon musclée et déterminée pour conserver l'Algérie française. Il fait partie des petits Ultras d’Alger. C’est à leur contact qu’il apprend l’action militante et se forge une volonté. À cette époque, il rencontre son maître à penser Claude Tenne, alias Marc Ténard, alias José Casabals. »
Au nombre de quelques centaines (le nombre exact n'est actuellement pas connu) les « Deltas » étaient groupés en une trentaine de commandos, plus ou moins autonomes, et ceux-ci bénéficiaient dans la clandestinité de l'appui de nombre de Pieds-Noirs et du soutien des partisans de l'Algérie française. Selon Jacques Delarue, le nom Delta (le « D » en grec) fut choisi à cause de la première lettre du nom de Degueldre.

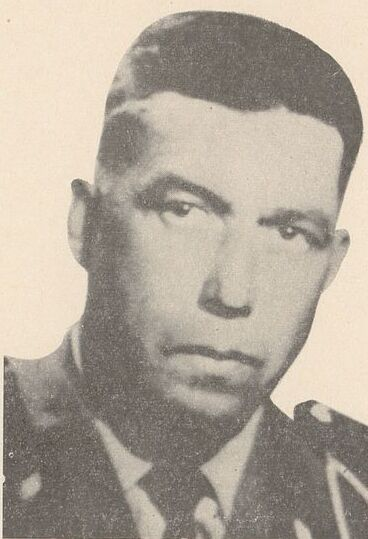
Portrait de Roger Degueldre

En métropole comme sur le territoire algérien, les Commandos Delta frappent. Ils sont considérés responsables de centaines d'attentats à l'explosif et d'assassinats de personnes considérées comme « molles » ou « traîtres » à la cause de l'Algérie française, ainsi que du meurtre de plusieurs appelés du contingent français.  

Ainsi, le 15 mars 1962, à 10 h 45, un Commando Delta pénètre au centre social de Château-Royal dans la commune d'El-Biar près d'Alger, où six dirigeants furent alignés contre un mur de la cour avant d'être abattus à l'arme automatique (revendication « officielle » OAS)[réf. nécessaire]... Sur l'ordre de Canal, Degueldre fait exécuter le commissaire Gavoury en réaction à la condamnation des généraux Zeller et Challe. Il en charge le commando Delta 1 composé du sergent Dovecar, du caporal Marc Ténard, du légionnaire Karl Pietri. Arrêtés, le sergent Dovecar et Claude Pietri sont condamnés à mort alors que les légionnaires Pietri et Ténard sont condamnés à la réclusion perpétuelle à perpétuité. 

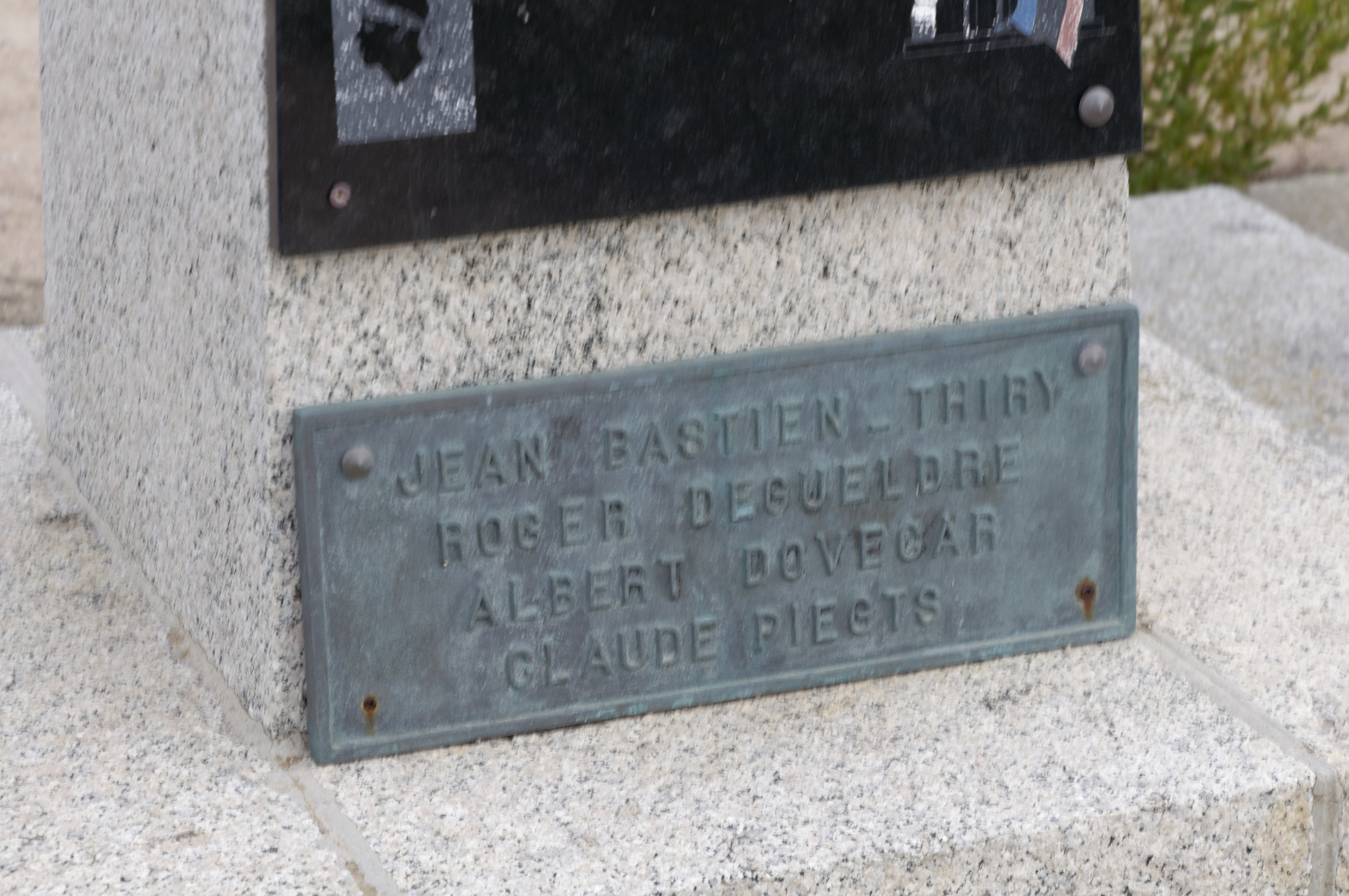
Plaque mémoire des quatre fusillés pour l'Algérie française.

Roger Degueldre est arrêté le 7 avril 1962 et rapidement condamné à mort par la Cour Militaire de Justice. Plusieurs projets d'évasion seront montés par les commandos Delta, sans aboutir. Trois mois après son arrestation, le 6 juillet 1962, il est fusillé au Fort d'Ivry. Selon Jean-Louis Tixier-Vignancour, son avocat, les trois premiers officiers désignés pour commander le peloton d'exécution refuseront cet ordre et seront rayés des cadres de l'armée ; du peloton d'exécution (onze militaires), seule une balle l'atteindra. Dans les faits, son exécution constitue une véritable décapitation du commandement des Commandos Delta qui, malgré quelques soubresauts très violents, vont se diluer et disparaître à la fin de l'année 1962 (en ce qui concerne Oran, les derniers Commandos Delta quittent la ville le 28 juin 1962). 

## Guerre d'Algérie
Les deltas ont notamment participé aux événements suivants :
- Assassinat de Château-Royal : assassinat de six responsables de centres sociaux ;
- Exécution du commissaire général Gavoury le 31 mai 1961[8].
- Opération Rock and Roll : cent vingt explosions en deux heures dans la nuit du 5 au 6 mars 1962 ;
- Meurtres d'appelés le 22 mars 1962[9] qui conduisit au bouclage de Bab El-Oued puis à la fusillade de la rue d'Isly à la suite d'une contre-manifestation de l'OAS ;
- Opération Charlotte-Corday : attentat du Petit-Clamart contre le général De Gaulle.

Plusieurs centaines de meurtres sont attribués à l'OAS. Selon Bertrand Le Gendre, journaliste au quotidien Le Monde, « Il est impossible de déterminer avec précision le nombre des victimes de l'OAS en Algérie. Le chiffre le plus fiable émane de la Sûreté nationale. Un décompte qui s'arrête au 20 avril 1962, le jour de l'arrestation de Salan, fait état de 1 622 morts dont 1 383 musulmans et 239 Européens. Et de 5 148 blessés dont 4 086 musulmans et 1 062 Européens. La proportion musulmans/Européens est de 85 % pour les morts. »

## Pérennité
L'appellation, sans qu'on puisse remonter aux commandos Delta originaux, fut réutilisée pour revendiquer des attentats d'extrême-droite :
- novembre 1977 : attentat contre une librairie communiste à Toulon.
- 2 décembre 1977 : assassinat de Laïd Sebaï, gardien de l'Amicale des Algériens en Europe à Paris[10].
- 4 décembre 1977 : attentat à la bombe contre un foyer de travailleurs algériens à Marange-Silvange[10].
- 11 décembre 1977 : Cocktails Molotov contre un foyer de la Sonacotra à Strasbourg-Meinau.
- 14 décembre 1977 : tentative d'attentat au cocktail Molotov contre un foyer Sonocotra à La Garde.
- 27 décembre 1977 : attentat contre la maison des syndicats de Cambrai, les dégâts sont mineurs.
- 31 décembre 1977 : attentat à l'explosif contre la mairie de Marcoing.
- 14 mars 1978 : attentat au siège de l'Amicale des Algériens à Toulon.
- 24 mars 1978 : attentat contre une permanence du Parti communiste français (PCF) à Toulon.
- 4 mai 1978 : assassinat d'Henri Curiel à Paris[11].
- 7 avril 1980 : incendie de la porte de maison d'un militant communiste à Aubervilliers.
- 7 juin 1980 : incendie chez un membre du Parti communiste à Aubervilliers[12].
- 3 mars 1981 : tentative d'attentat au colis piégé contre le directeur du Monde.
- 30 septembre 1983 : les commandos Delta revendiquent l'attentat à la Foire Internationale au Palais des Congrès de Marseille, 1 mort, 26 blessés.